# زوتپین
زوته‌پین(به انگلیسی: Zotepine) یک آنتی‌سایکوتیک آتیپیک است که برای درمان اسکیزوفرنی حاد و مزمن مورد استفاده قرار می‌گیرد. از سال ۱۹۹۰ در آلمان (اگرچه مصرف آن در آلمان قطع شده‌است) و از سال ۱۹۸۲ در ژاپن استفاده می‌شود.
زوته‌پین برای استفاده در ایالات متحده، انگلستان، استرالیا، کانادا یا نیوزیلند تأیید نشده‌است.